# حمزه بیدادی
حمزه بیدادی سرتیپ ارتش جمهوری اسلامی ایران است، که در فاصله سال‌های ۱۳۹۷ تا ۱۴۰۳ به‌عنوان فرمانده قرارگاه منطقه‌ای جنوب‌غرب نزاجا فعالیت می‌کرد و فرمانده ارشد ارتش در استان‌های خوزستان و لرستان بود.
وی در خلال جنگ ایران و عراق از اعضای نیروی زمینی ارتش بود. بیدادی از ۱۳۹۱ تا ۱۳۹۵ به‌عنوان فرمانده تیپ ۳۱۶ زرهی همدان فعالیت می‌کرد و در فاصله سالهای ۱۳۹۵ تا ۱۳۹۷ فرماندهی لشکر ۱۶ زرهی قزوین را برعهده داشت. او در سال ۱۳۹۳ درجه سرتیپ‌دومی و در سال ۱۴۰۱ درجه سرتیپی دریافت کرد.